# Relations entre le Brésil et le Cap-Vert
Les relations entre le Brésil et le Cap-Vert sont les relations diplomatiques entre la république fédérative du Brésil et la république du Cap-Vert.

## Histoire
Le Brésil et Cabo Verde ont établi des relations diplomatiques en 1975. Le Brésil a une ambassade à Praia. Le Cap-Vert dispose d'une ambassade à Brasilia. Les deux nations sont membres de la communauté des pays de langue portugaise, du groupe des 77 et des Nations Unies.